# Heterusia unanimaria
Heterusia unanimaria är en fjärilsart som beskrevs av Walker 1862. Heterusia unanimaria ingår i släktet Heterusia och familjen mätare. Inga underarter finns listade i Catalogue of Life.